# Teruki Tanaka
Teruki Tanaka (田中 輝希 Tanaka Teruki?, nacido el 26 de agosto de 1992 en Tokio) es un futbolista japonés que se desempeña como centrocampista.

## Trayectoria

### Clubes
| Club             | País  | Año         |
| ---------------- | ----- | ----------- |
| Nagoya Grampus   | Japón | 2011 - 2015 |
| Oita Trinita     | Japón | 2014        |
| V-Varen Nagasaki | Japón | 2016 - 2017 |

## Estadística de carrera

### J. League
| Club             | Año   | J. League | J. League | Copa J. League | Copa J. League | Total | Total |
| Club             | Año   | Part.     | Goles     | Part.          | Goles          | Part. | Goles |
| ---------------- | ----- | --------- | --------- | -------------- | -------------- | ----- | ----- |
| Nagoya Grampus   | 2011  | 1         | 0         | 0              | 0              | 1     | 0     |
| Nagoya Grampus   | 2012  | 8         | 0         | 2              | 0              | 10    | 0     |
| Nagoya Grampus   | 2013  | 16        | 2         | 6              | 0              | 22    | 2     |
| Oita Trinita     | 2014  | 9         | 0         | -              | -              | 9     | 0     |
| Nagoya Grampus   | 2015  | 18        | 1         | 4              | 0              | 22    | 1     |
| V-Varen Nagasaki | 2016  | 9         | 0         | -              | -              | 9     | 0     |
| V-Varen Nagasaki | 2017  | 1         | 0         | -              | -              | 1     | 0     |
| Total            | Total | 62        | 3         | 12             | 0              | 74    | 3     |